# ジャワ級軽巡洋艦
| ジャワ級軽巡洋艦   | ジャワ級軽巡洋艦 |
| ------------------ | --- |
| 竣工時の「ジャワ」 | |
| 艦級概観           | |
| 艦種               | 軽巡洋艦 |
| 艦名               | 島名 |
| 前級               | オランダ級 |
| 次級               | デ・ロイテル |
| 性能諸元           | |
| 排水量             | 常備 5,185トン 満載 ジャワとスマトラ：8,208トン セレベス：8,400トン                                                                                          |
| 全長               | ジャワとスマトラ：155.3m セレベス：158.3m |
| 水線長             | 153.0m |
| 全幅               | 16.0m |
| 吃水               | 5.5m |
| 機関               | シュルツ・ソーニクロフト式石炭・重油混焼水管缶8基 +クルップ・ゲルマニア式ギヤード・タービン3基3軸推進（スマトラはゾェリィ式）                                |
| 最大出力           | ジャワ：65,000hp スマトラ：82,000hp |
| 最大速力           | ジャワ：30.0ノット スマトラ：30.3ノット |
| 航続距離           | 27ノット/2,300海里 |
| 燃料               | 石炭：1,070トン、重油：352トン 1935年に重油1,200トン |
| 乗員               | 480名 |
| 兵装（竣工時）     | ボフォース 15cm（50口径）単装速射砲10基 ボフォース 7.5cm（55口径）単装高角砲4基 機雷48発                                                                     |
| 兵装（1935年時）   | ボフォース 15cm（50口径）単装速射砲10基 ボフォース 4cm（56口径）連装機関砲2基（スマトラは3基） 12.7mm（90口径）単装機銃4丁 機雷48発                          |
| 装甲               | 舷側：76mm（水線最厚部）、50mm（水線末端部） 甲板：25mm（平坦部）、50mm（傾斜部） 主砲防盾：100mm 弾薬庫：100mm（側盾）、60mm（前後隔壁） 司令塔：100～125mm |
| 航空兵装           | 竣工時：なし 1926年：水上機2機 |

ジャワ級軽巡洋艦  (オランダ語: Lichte kruisers van de Javaklasse) は、オランダ海軍の軽巡洋艦の艦級。1番艦の艦名はオランダ王国の植民地であったジャワに因む。同型艦にスマトラ島に由来するスマトラ (Hr.Ms. Sumatra) があった。セレベス島にちなむ3番艦セレベス (Hr.Ms. Celebes) は完成しなかった。
本級は第一次世界大戦前に計画され、クルップ社（ドイツ帝国企業）の協力を仰いだためドイツ帝国海軍の軍艦の影響を強く受けている。だが就役は世界大戦終結後となった。

## 概要
本級は、オランダ海軍が自国の植民地警備のために建造したクラスである。オランダ海軍1915年～1916年度海軍計画に於いて1隻ずつ計2隻の建造が予定され、続く1917年～1918年度計画で1隻（セレベス）が追加建造される予定であったが第一次世界大戦により建造は中止された。
オランダ王国の仮想敵国は、東南アジアの植民地（オランダ領東インド）防衛という観点から見れば大日本帝国であった。本級が最初に計画されたとき、大日本帝国海軍の保有する最新の二等巡洋艦は筑摩型防護巡洋艦であった。オランダ海軍は筑波級二等巡洋艦に対抗できる巡洋艦をもとめてドイツ帝国海軍 (Kaiserliche Marine) に協力を仰ぎ、設計・建造に於いてクルップ社の協力を得る。クルップ社が提案したのは、同国海軍のモルトケ級巡洋戦艦 (Große Kreuzer der Moltke-Klasse) を小型化したような艦型であったという。本級は、15cm速射砲10門を搭載した強力なクラスとなるはずであった。ところが建造中に第一次世界大戦が勃発したために材料が届かず、「ジャワ」と「スマトラ」の完成は1920年代にずれ込んだ上に、「セレベス」は国内事情も絡んで建造中止となった。
その頃になると日本海軍は天龍型軽巡洋艦を建造しており、本級も天龍型を意識する。結局、ジャワ級は当初計画3隻中2隻（ジャワ、スマトラ）が1925年から1926年にかけて就役した。

## 艦形

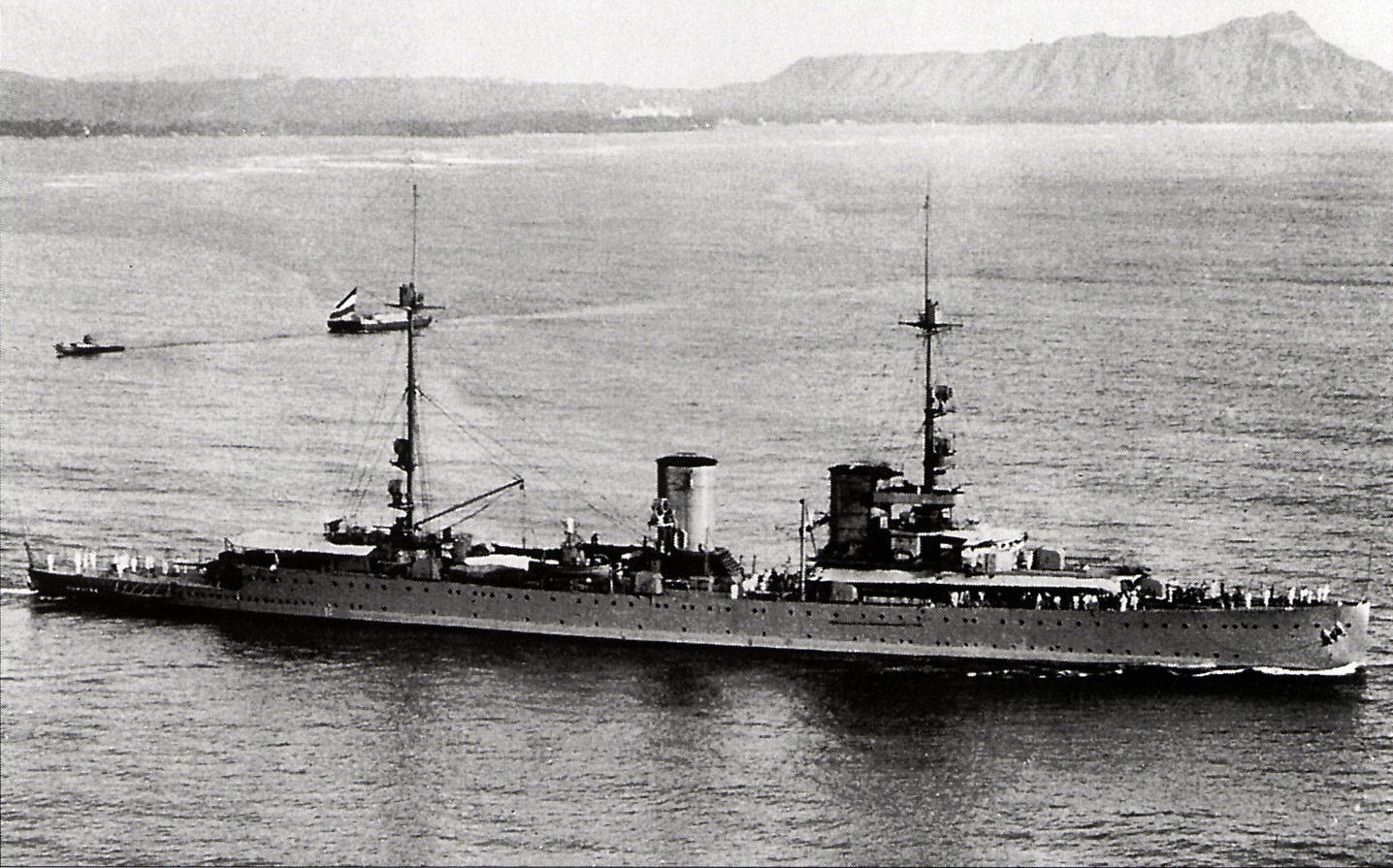
近代化改装前の「スマトラ」

本級の船体は植民地での使用を考慮され舷側一杯に舷窓を明けて通風を良くしているのが特徴的な長船首楼型船体である。船体の乾舷は高く、波の強い東南アジアの海でも良好な凌波性を持つよう設計された。
垂直に切り立った艦首から艦首甲板上にボフォース15cm（50口径）速射砲を単装砲架で背負い式に2基配置した。2番主砲の基部から上部構造物が開始し、その上に4m測距儀を載せた操舵艦橋を基部として簡素な単脚式の前部マストが立つ。
船体中央部に2本煙突が立ち、その周囲は艦載艇置き場とされ、2本1組のボート・ダビッドが片舷1組ずつ計2組と後部マストを基部とするクレーン1基によって運用された。左右の舷側甲板上には15cm速射砲が片舷3基ずつ配置された。4m測距儀を載せた後部見張り所の背後に15cm速射砲が後ろ向きに背負い式で2基配置された。艦尾甲板上には機雷投下レールが片舷1条ずつ計2条で投下された。
就役後の1926年にフェアリー3型水上機2機を搭載し、1934年から1935年にかけて近代化改装を実施した。外観上の変更点は前部マストが頂上部に射撃方位盤室を持つ強固な1本マストとなり、中段部の見張り所は船橋（ブリッジ）を兼ねたV字型の物となりその支柱は水上機運用のためにクレーン2機の基部となった。後部見張り所も大型化されて2m対空測距儀2基とボフォース 4cm連装機関砲が並列配置で2機設置された。

## 武装

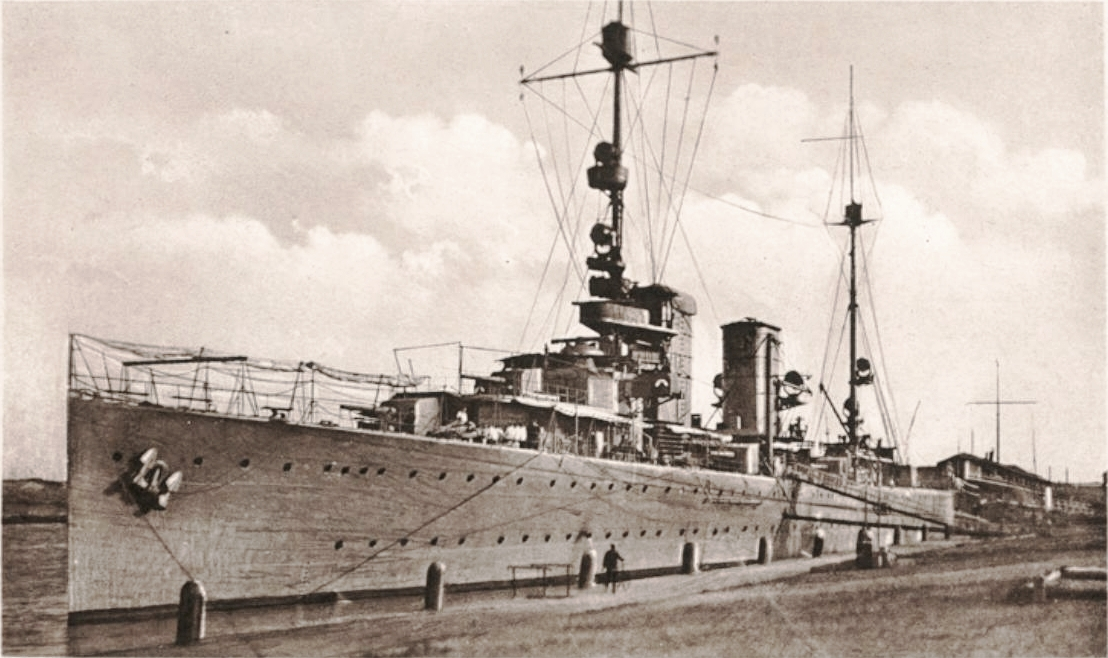
1925年の「ジャワ」

主砲はスウェーデンのボフォース社製、新設計の1924年型 15cm（50口径）速射砲を採用した。この砲は自由装填方式を採用しており、どの角度からでも装填ができた。仰角は最大29度から俯角10度まで対空戦闘は考えられていない。旋回角度は艦首方向を零度として左右共に150度に旋回でき、動力は人力である。重量46.7kgの徹甲弾を仰角29度で最大射程21,214mまで飛ばせた。
他に副武装兼対空火器として同じくボフォース社製7.5cm（55口径）高角砲を単装砲架で4基を搭載した。なお本級は魚雷を装備しておらず、多島海域での水路閉鎖用に機雷を搭載している。常時12発を装備し、追加で36発の計48発を搭載できた。
1930年代の近代化改装時に備砲を全て撤去し、代わりにボフォース社製の40mm（56口径）機関砲を連装砲形式で「ジャワ」は2基、「スマトラ」は3基装備している。この砲は重量2.1kgの機関砲弾を高度10,180m先まで飛ばす事が出来た。他には12.7mm（90口径）機銃を単装砲架で4丁装備した。

## 機関
ボイラーはシュルツ・ソーニクロフト式石炭・重油混焼水管缶8基だが、「ジャワ」はクルップ・ゲルマニア式ギヤード・タービンで最大出力65,000馬力、「スマトラ」はゾェリィ式ギヤード・タービン3基で最大出力82,000馬力で異なっていた。なお、「スマトラ」のみ1935年に老朽化したタービンをパーソンズ式に換装した。
燃料は重油を常備状態で1,126トン、満載状態で1,176トンを積めた。 満載1,176トンで10ノット/4,340海里の航続性能を得た。

## 艦歴

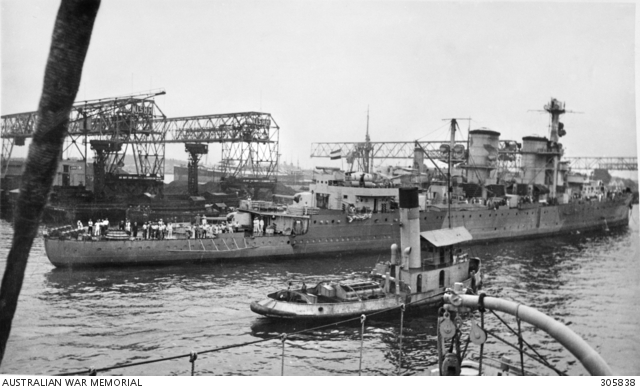
1942年にバタビアで撮られた「ジャワ」

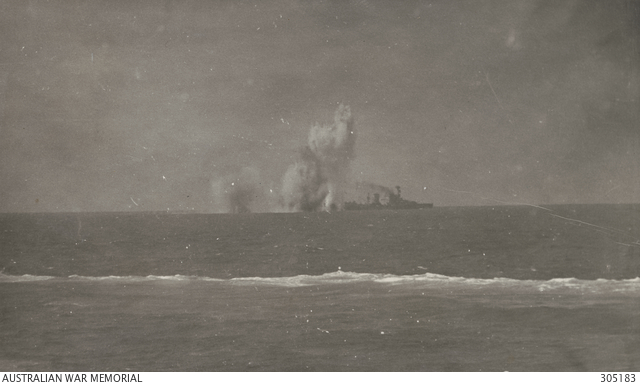
1942年のジャワ沖海戦時の「ジャワ」

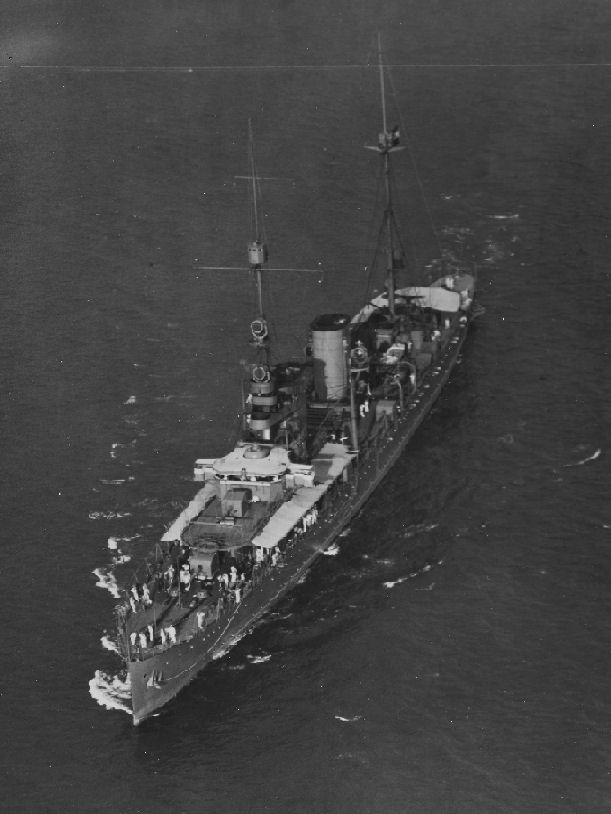
1929年にホノルルで撮られた「スマトラ」

1番艦のジャワ (Hr.Ms. Java) はK.M.シェルデ社フリッシンゲン造船所にて1916年5月31日起工、スマトラ (Hr.Ms. Sumatra) もネーデルランズ・シープスバウ・マーチカッピ社のアムステルダム造船所にて1916年7月15日起工した。2隻とも第一次世界大戦の勃発により工事が遅延したために、同大戦後にジャワが1921年8月9日進水、1925年5月1日に就役した。スマトラは1921年12月19日進水、1926年5月26日に就役した。3隻目のセレベス (Hr.Ms. Celebes) はロッテルダムのフィエンノールト社スヒーダム造船所にて1917年6月14日に起工したが、1917年7月に建造中止、のちに解体処分となった。
1934年から1935年にかけて近代化改装を実施した。
ジャワは植民地防衛のためにオランダ領東インドへ進出。第二次世界大戦初頭は船団護衛に従事したが、太平洋戦争勃発後は日本軍が主敵となる。1942年（昭和17年）2月14日のガスパル海峡海空戦、2月20日のバリ島沖海戦に参加した。2月27日、スラバヤ沖海戦で日本海軍の妙高型重巡洋艦と交戦し、夜戦で第五戦隊（那智、羽黒）の酸素魚雷が命中、僚艦デ・ロイテル (Hr.Ms. De Ruyter) と共に沈没した。
オランダ本国にいたスマトラは、1940年（昭和15年）5月中旬のオランダ降伏によりイギリスへ脱出、つづいてカリブ海にて船団護衛任務についた。10月にはオランダ領東インドに移動し、予備役となる。だが太平洋戦争勃発と日本軍の快進撃により、イギリスに脱出した。1944年（昭和19年）6月9日、ノルマンディー上陸作戦においてマルベリー港の防波堤代わりに沈められた。